# Tempelj Venere in Rome
Tempelj Venere in Rome (latinsko Templum Veneris et Romae) naj bi bil največji tempelj v  antičnem Rimu. Stoji na Velianskem griču, med vzhodnim robom Foruma Romanuma in Kolosejem in je bil posvečen boginji Venus Felix ('Venera nosilka sreče') in Romi Aeterni ('Večni Rim'). Naročnik je bil cesar Hadrijan, gradnja se je začela leta 121. Hadrijan ga je uradno odprl leta 135, končan pa je bil leta 141 pod  Antoninom Pijem. Poškodovan v požaru leta 307 je bil obnovljen s spremembami cesarja Maksencija.

## Zgodovina
Da bi zgradil tempelj, postavljen na ostankih preddverja Domua Auree cesarja Nerona, je bil Neronov kolos premaknjen in postavljen v bližini amfiteatra, ki je kmalu zatem postal znan kot Kolosej. Nenavaden zaradi cesarjevih arhitekturnih veščin, je Hadrijanov briljanten arhitekt, Apolodor iz Damaska, prezirljivo opomnil na velikost sedečih kipov v celah, ko je rekel, da so bodo zagotovo poškodovali glave, če bi skušali vstati iz svojih prestolov. Apolodor je bil izgnan in ubit kmalu po tem.  Svetišče je bilo zaprto v obdobju preganjanja poganov v poznem rimskem cesarstvu.
Po antičnem zgodovinarju Ammianu Marcellinu je bil tempelj med velikimi zgradbami Rima, ki se jim je cesar Konstancij II. čudil ob svojem obisku v mestu leta 357. 
Nadaljnja obnova je bila izvedena pod Evgenijem, kratkotrajnim uzurpatorjem (392-394) proti Teodoziju I., katerega politika je bila obnova poganskih kultov in templjev. Vendar pa je bil tempelj, tako kot mnoge rimske veličastne stare zgradbe, pozneje tarča ropanja bogatih materialov. Leta 630 je papež Honorij I. s soglasjem cesarja Heraklija s strehe templja odstranil pozlačene bronaste plošče za okrasitev sv. Petra. 
Verjame se, da je hud potres na začetku 9. stoletja uničil tempelj. Okoli 850 je papež Leon IV. na razvalinah templja odredil gradnjo nove cerkve, Santa Maria Nova. Po veliki obnovi leta 1612 je bila ta cerkev preimenovana v Santa Francesca Romana, ki je kot zvonik vključevala rimsko celo. Malo nenavadna gravura vedute Giovannija Battiste Mercatija prikazuje objekt leta 1629. Velika količina marmorja, ki je nekoč krasil tempelj, je skoraj izginila zaradi uporabe kot surovine za gradnjo projektov od srednjega veka naprej. Italijanski arheolog Rodolfo Amedeo Lanciani se v svojem delu Uničenje starega Rima sklicuje na odkritje apnene peči v neposredni bližini templja.
Trenutno le nekaj stebrov stoji na svojih prvotnih položajih, medtem ko so druge, ki so izginili, zamenjala buxus drevesa.

## Arhitektura
Postavljen na ploščadi dolžine 145 metrov in 100 metrov v širino in je stal 29,5 metra visoko, saj je vseboval 31 m kipe, peristil (tudi peripteral) je meril 110 metrov v dolžino in 53 metrov v širino. Sam tempelj sta sestavljali dve glavni dvorani (cele), vsaka je imela kultni božanski kip - Venero, boginjo ljubezni in Romo, boginjo Rima, ki sta obe sedele na prestolu. Celi sta bili razporejeni simetrično s hrbtoma. Romina cela je bila obrnjena proti zahodu, gledala čez Forum Romanum, Venerina cela je gledala proti vzhodu in čez Kolosej. Vrsta s štirimi stebri (tetrastil) je obdajala vhod v vsako celo, tempelj pa je bil omejen s kolonado na vhodih, ki so se končale s stopnišči, ki so vodili do Koloseja.
Na zahodni in vzhodni strani templja (na krajših straneh) je bilo deset belih stebrov (decastil), na jugu in severu (daljši stranici) pa je bilo osemnajst belih stebrov. Vsi ti stebri so merili 1,8 metra  v širino, zaradi česar je bil tempelj zelo veličasten.
Rekonstrukcija templja v notranjosti nemškega arhitekta Josefa Bühlmanna iz leta 1913 prikazuje dve vzdolžni kolonadi korintskih stebrov, ki tvorita osrednjo ladjo, ob kateri sta dve stranski ladji pod kasetiranim obokanim stropom. Na stebrih stoji dvojni impost, ki tvori dvojno entablaturo, ki se razteza nazaj v eksedro, s stropom s pol-kupolo, ki sega nad kip. Stene za hodniki so vstavljene z manjšimi stebri, ki stojijo na podstavku nad tlemi. Majhni kipi, postavljeni v nišah med temi stebri, polnijo stene, niše so obdane z izmeničnimi obokanimi in trikotnimi pedimenti. Več majhnih kipov je postavljenih na ogredje nad vsakim majhnim stebrom.
Kot dodatno pametno subtilnost Hadrijana je Venera predstavljala tudi ljubezen (Amor v latinščini) in "AMOR" je "ROMA" napisano nazaj. Tako je postavitev dveh božanstev Venere in Rome obrnjeni s hrbtoma v enem samem templju ustvarila dodatno simetrijo s simetrijo njihovih imen. Znotraj Venerine cele je bil še en oltar, kjer so mladoporočeni pari lahko žrtvovali. Neposredno ob tem oltarju so stali ogromni srebrni kipi Marka Avrelija in Faustine mlajše.

## Danes
Od papeževanja Janeza Pavla II. so se višine templja in njegov položaj nasproti glavnega vhoda v Kolosej dobro izkoristile kot ploščad za naslavljanje javnosti. To je mogoče videti na fotografiji desno, kjer je bila postavljena rdeča krošnja, da bi zavarovali papeža, pa tudi osvetljen križ, ob slovesnosti na Veliki petek. Papež, bodisi osebno bodisi preko predstavnika, vodi skozi meditacije na postajah križa, medtem ko se križ od tam prenaša v Kolosej.
Tempelj je bil ponovno odprt za javnost po obsežnem programu obnove, ki je trajal 26 let . Dostop do templja je vključen v vstopnico za Kolosej, Forum in Palatinski grič.